# Kraljevci (Serbia)
Kraljevci (cyr. Краљевци) – wieś w Serbii, w Wojwodinie, w okręgu sremskim, w gminie Ruma. W 2011 roku liczyła 1056 mieszkańców.